# Leptophatnus crococephalus
Leptophatnus crococephalus là một loài tò vò trong họ Ichneumonidae.